# 水島彦一郎

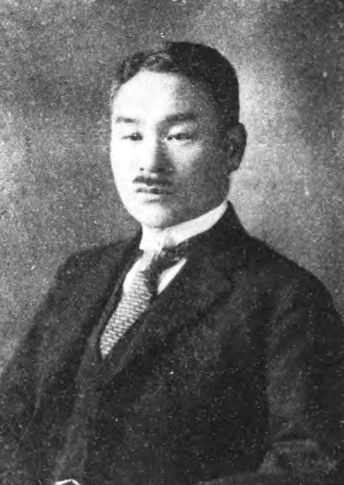
水島彦一郎

水島 彦一郎（みずしま ひこいちろう、1882年（明治15年）11月1日 - 1953年（昭和28年）2月13日）は、日本の衆議院議員（立憲政友会）。旧舞鶴市長。

## 経歴
京都府加佐郡中筋村（現在の舞鶴市）出身。1906年（明治39年）、早稲田大学政治経済科を卒業。東京日日新聞記者、東京毎日新聞記者を経て、富士製紙に勤めた。第一次世界大戦中は大阪で松田製作所、大阪金工などの軍需工業の経営に従事した。その後郷里に戻り、中筋村会議員、加佐郡会議員、同参事会員に当選。また京都府会議員に2回選出され、参事会員、郡部会議長、議長を歴任した。また舞鶴町長に選ばれ、加佐郡町村長会会長、京都府町村長会会長、全国町村長会副会長に就いた。その他、加佐郡蚕業会長、同農会長、同畜産組合長、京都府教育会加佐郡部会長を務めた。
1928年（昭和3年）、第16回衆議院議員総選挙に出馬し、当選。第17回、第18回でも再選を果たした。
1942年（昭和17年）、旧舞鶴市長に就任し、翌年に東舞鶴市と合併するまでその職にあった。
戦後、公職追放となった。1951年追放解除。

## 著書
- 『有色民族の更生』（猶興書院、1937年）
- 『有本国蔵翁』（舞鶴町、1937年）
- 『更生政友会の展望』（猶興書院、1939年）
- 『中島知久平氏と其革新政策』（猶興書院、1940年）

## 親族
- 川北正太郎 - 弟[2]。舞鶴市長。